# Русская (антарктическая станция)
Русская — советская и российская антарктическая станция, расположенная в Западной Антарктиде на побережье Земли Мэри Бэрд, на небольшом выходе коренных пород у мыса Беркс. Высота станции над уровнем моря — 134 м.
Основана в 1980 году как полярная станция. В 1990 году законсервирована. Станция была временно расконсервирована 53-й сезонной Российской антарктической экспедицией для проведения сезонных работ во время антарктического лета 2007—2008 годов.

## История
Работы по строительству станции начались ещё в 1973 году. В феврале-марте 1973 года станцию основать не удалось: здесь был установлен только один блок с генератором, после чего началась сильная метель с ураганной скоростью ветра, поэтому было принято решение перенести работы на следующий, 1974 год. Также не удалось построить эту станцию в последующие годы по причине крайне сложных ледовых условий и частых ураганных ветров. Только в феврале 1980 года станция была открыта.
Первоначально постройки станции состояли из щитовых деревянных домиков типа ПДКО. В 1984 году началась перестройка станции, и в 1984—1985 годы на станции были построены два здания из алюминиевых панелей на металлических фундаментах.
В марте 1990 года было принято решение законсервировать эту станцию в связи с утерей части генгруза с НЭС «Михаил Сомов» во время шторма, а затем у антарктической экспедиции, носившей тогда имя Советская антарктическая экспедиция, начались серьёзные проблемы с бюджетным финансированием.
В феврале 2006 года руководитель Российской антарктической экспедиции (РАЭ) Валерий Лукин заявил:

Планируется открыть ранее законсервированные станции Молодёжная, Ленинградская и Русская в сезоне 2007—2008 года. Это принесёт большую пользу, поскольку эти станции находятся в Тихоокеанском секторе Антарктики, который мало охвачен научными исследованиями.
В следующий раз российские полярники прибыли на законсервированную станцию Русская только в феврале 2008 года в период 53-й РАЭ. Осмотр объектов станции показал, что за истёкшие годы природа сильно повредила все здания и сооружения станции. Ураганными ветрами были повреждены стены и крыши всех домов, выдавлены окна. Через микроскопические щели ветер забил все помещения снегом, который постепенно превратился в лёд. За пять дней удалось сделать самый минимальный ремонт, но главное — были установлены автоматические метеорологическая и геодезическая станции с передачей информации по каналам спутниковой связи. Эти приборы для питания в течение следующих двух лет имеют солнечные батареи и ветрогенераторы. Для этой станции был найден уникальный ветрогенератор роторного типа, способный выдержать скорость ветра до 140 м/c. Таким образом, законсервированная станция получила статус сезонной полевой базы, и российские полярники стали посещать эту базу один раз в два года.
Полевая база посещалась в сезон 58 и 59-й РАЭ для обслуживания автоматических станций и текущего ремонта.
В сезон 65-й РАЭ в феврале 2020 года на станции проведены работы по подготовке Русской для дальнейшей работы на постоянной основе (предположительно с 2021 года). Штат полярников составит 15 человек.
Близ станции открыто несколько подлёдных пресных и солёных обитаемых озёр (Геологов, Океанологов, Восточное, Каньон, Прибрежное, Азимут и др.). Воду из ближайшего пресного озера можно использовать для водоснабжения станции. Из донных отложений в лабораториях Института озероведения РАН удалось выделить гуминовые соединения, а в лабораториях Института эпидемиологии и микробиологии им. Пастера была секвенирована ДНК, анализ которой позволит определить видовой состав обитателей озёр.

## Климатические условия

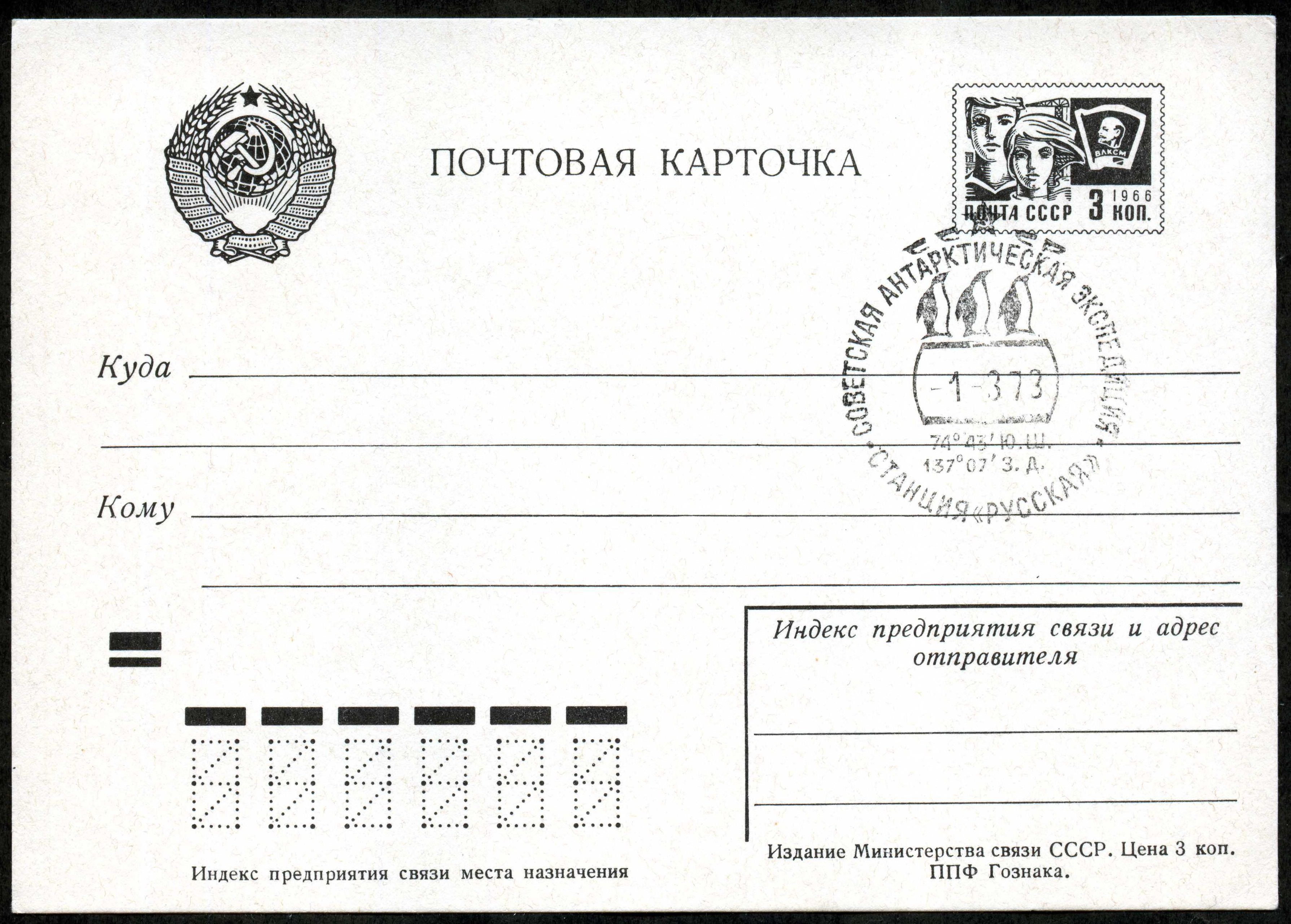

Для побережья Антарктиды свойственны сильные ветра. Особенно сильны они в этом районе, где происходит «сложение» циклонических ветров северо-восточного направления и катабатических (стоковых) ветров юго-восточного направления. В результате этого эффекта ветер усиливается до ураганного, и станцию Русская поэтому называют «полюсом ветров» Антарктики.
Среднее число дней со скоростью ветра более 15 м/с в районе станции составляет 264 в году, причём более 30 м/с — 136 дней. Среднегодовая скорость ветра на станции составляет 13,4 м/с, максимальная скорость ветра, зарегистрированная здесь, достигла 78 м/с.
Наиболее холодные месяцы на станции Русской — июль-август (-20°C); наиболее тёплые — декабрь-январь (−2 °C). Абсолютный минимум, зафиксированный на станции, составляет −46,4ºС (1985); абсолютный максимум — +7,4ºС (1983). Средняя годовая температура воздуха — около −12ºС.
Средняя годовая сумма осадков составляет 166 мм.